# 秀麗伝〜美しき賢后と帝の紡ぐ愛〜
『秀麗伝〜美しき賢后と帝の紡ぐ愛〜』（しゅうれいでん うつくしきけんごうとみかどのつむぐあい、原題：秀麗江山之長歌行）は、2016年の中国のテレビドラマ。製作費約24億円。全50話。

## 概要
李歆の人気ベストセラー小説『秀麗江山』のドラマ化。ルビー・リン率いるルビー・スタジオが3年の歳月をかけて制作した。
日本語字幕翻訳をY2CWORKSが取りまとめている。

## あらすじ
西暦8年、王莽が帝位を奪い国号を新とした。新朝の成立により前漢は滅亡する。王莽が復古主義に基づく改革を断行した結果、各地で反乱が起こり民は苦しみにあえいだ。

## スタッフ
- プロデュース：ルビー・リン
- 芸術監督：ルビー・リン
- 演出：林峰、陳権
- 原作：李歆

## 主題歌
- 秀麗江山（オープニング）[1]

歌詞：王休、和匯慧、作曲：林海、王梓同、歌：范逸臣
- 紅顔江山（エンディング）[2]

歌詞：沈永峰、作曲：林海、王梓同、歌：ルビー・リン

## 登場人物・キャスト
- 陰麗華：林心如(ルビー・リン)
南陽郡・新野の豪族である陰家の一人娘。
- 劉秀：袁弘(ユエン・ホン)
太学の学生で陰麗華を慕う。後の光武帝。
- 鄧禹：ケニー・クァン
陰麗華の幼なじみ。雲台二十八将の筆頭。
- 鄧奉：秦俊傑(チン・ジュンジエ)（中国語版）
鄧禹の甥。
- 許臙脂（中国語版）：呉謹言
陰麗華の侍女。
- 陰識：王雨(ワン・ユー)
陰麗華の兄。陰家の嫡男。
- 鄧嬋：洪小鈴(ホン・シャオリン)（中国語版）
陰麗華の従姉。
- 厳子陵：馬天宇(マー・ティエンユー)
太学で劉秀と共に学ぶ。
- 呉漢：蔡珩（中国語版）
南陽の出身。雲台二十八将の第2位。
- 過珊彤：王媛可(ワン・ユエンカー)（中国語版）
劉秀に助けられ、以後劉秀を慕う。
- 劉氏：王琳（中国語版）
過珊彤の母親。
- 劉縯：宗峰岩(ゾン・フォンイェン)（中国語版）
劉秀の兄。
- 劉伯姫：白卉子(パイ・フイズ)
劉秀の妹。
- 鄧晨：胡琨(フー・クン)
鄧嬋の兄。劉秀の姉の夫。
- 蔡衛悦：戚薇（中国語版）
陰麗華の生母。
- 馬武：王今鐸
元は盗賊。劉玄に従う。雲台二十八将の第15位。
- 丁柔：レイザ
奴婢だったが陰麗華に助けられる。
- 馮異：李佳航(リー・ジアハン)（中国語版）
雲台二十八将の第7位。丁柔を慕う。
- 劉稷：鄧寧（中国語版）
ドラマでは劉秀の弟として描かれている。
- 琥珀：戴君竹（中国語版）
陰家の護衛。
- 劉玄：于波(ユー・ポー)（中国語版）
更始帝。陰麗華の両親は劉玄を立てて新朝に謀反を企てるが失敗する。
- 劉仲（中国語版）：王斌
劉秀の兄。
- 趙姫：孫驍驍（中国語版）
劉玄の妃。

## 放送リスト
| 第1話 | 忘れえぬ後ろ姿     | 2021年10月7日放送  | 年 月 日 |
| --- | ------------------ | ------------------ | -------- |
| 新野の陰家荘。陰家の一人娘である陰麗華は翼を装着し空を飛ぼうとしていた。男勝りで活発な麗華は、女性らしい立ち居振る舞いが苦手で、家族から怒られてばかりだった。 同じ頃、長安の太学で学ぶ劉秀は帰郷することになるが、その道中、富家の娘の過珊彤を賊から救う。 実家に戻った劉秀は、姉の夫の鄧晨と共に陰家へ縁談を申し込みに行くが、家長である陰識の反応は冷淡だった。陰識は麗華を鄧禹に嫁がせる気でいたのだが…。              |                    |                    |          |
| 第2話 | 狙われた娘たち     | 2021年10月8日放送  | 年 月 日 |
| 陰麗華との縁談を熱望していた劉秀だったが、陰家の当主、陰識に一蹴されたうえ、同窓の鄧禹も麗華を娶るつもりだと知り、縁談を諦める。 一方、元服した鄧禹は麗華に求婚を拒まれると心機一転、初志を貫徹するため遊歴に出ることを決意。また麗華の従姉の鄧嬋も密かに慕っていた陰識に想いを伝えたが、にべもなく断られる。 失意の底に沈む鄧嬋と彼女を思いやる麗華。陰家へ向かう二人には、思わぬ危機が待ち受けていた。                   |                    |                    |          |
| 第3話 | 思い出の兄さん     | 2021年10月11日放送 | 年 月 日 |
| 陰麗華がさらわれたことを知った劉秀は、兄の劉縯と共に奇襲をかけて麗華を救出、生きるため仕方なく賊に身を落とした馬武たちを解放する。 麗華は兄の陰識から強引に家へ連れ戻されるが、帰り間際に劉秀から草の鳶を受け取り、劉秀がおぼろげに記憶に残っている文叔ではないかと思いを巡らせる。 一方、同じく無事に帰還した鄧嬋には縁談話が持ち上がっていた。麗華の励ましを受け、鄧嬋は陰識に愛を打ち明けるのだったが…。                |                    |                    |          |
| 第4話 | 舞姫の悲哀         | 2021年10月12日放送 | 年 月 日 |
| 飢饉や反乱の影響を受けて、南陽には不穏な空気が漂っていた。そんな中、陰興や陰麗華は家長のいない陰家を懸命に守る。陰興たちは兵法の研究を重ねつつ、来たる動乱に備えていた。 一方長安に滞在中の陰識は、厳尤の屋敷に招かれる。その場には大司徒の王尋と、馮異親子、丁柔も同席していた。馮異の想い人である丁柔を、王尋が強引に奪う様子を見て、陰識は不快感を抱く。 新朝の役人に対する不満は、日増しに高まっていた。               |                    |                    |          |
| 第5話 | 幼き日の約束       | 2021年10月13日放送 | 年 月 日 |
| 幼き日の陰麗華は蔡少公の予言に触れ、「劉秀が天子になれば自分は皇后になる」と誓う。だが程なくして劉秀は陰識とある約束をしたため、今なお麗華に会いに行くことすらできない。 一方、意に染まない相手に嫁いだ鄧嬋は婚家で妾に虐げられていた。そんな中、劉秀は李通から決起を持ちかけられる。事情を知らない麗華は、劉秀が李家に呼ばれたと知り不安を募らせた。 李通の同母弟である申徒臣は、劉秀の兄の劉縯に殺されていたからである。 |                    |                    |          |
| 第6話 | 盟を結ぶ           | 2021年10月14日放送 | 年 月 日 |
| 李通と李軼に決起を迫られた劉秀だったが、突然現れた陰麗華に助けられ李家を脱出する。 劉縯は李通たちの申し出をまたとない好機と踏むが、無辜の血が流れることを案じた劉秀は、麗華に陰家に戻るよう説得、しかし麗華の決意は固く陰戟として仲間に加わるのだった。 こうして劉家、鄧家、李家は結盟し、劉秀の提案で立秋に決起することが決まる。麗華も陰戟の身で劉秀たちの拠点に戻り、一同は秋の決起に向けて準備を進めるが…。            |                    |                    |          |
| 第7話 | 宝剣“長歌”         | 2021年10月15日放送 | 年 月 日 |
| 舂陵の劉家では食客たちが練兵に励んでいた。陰戟こと陰麗華は彼らの実力をより戦に生かすため、兵法に応じて稽古するよう提言する。 劉縯は麗華に兵の訓練を一任し、特注の鎧と“長歌”という名刀を贈る。一方、劉秀の妹の劉伯姫は陰戟の正体が麗華だと知って憤り、劉家から追い出そうと麗華に何かと嫌がらせをする。 また叔父の劉良を始めとする劉家の親族たちが挙兵に反対する旨の文を送ってきたため、劉縯たちは頭を悩ませる。             |                    |                    |          |
| 第8話 | 男装の麗人         | 2021年10月16日放送 | 年 月 日 |
| 劉縯は親族を宴に招き挙兵の必要性を説くが、猛反対に遭い意気消沈する。更に劉伯姫の嫌がらせにより陰戟の正体が露呈するが、劉秀の機転で事なきを得た。 同じ頃、宛城の甄阜は劉縯や李通の挙兵計画を嗅ぎつけ、宛城に住む李家と鄧家の者を粛清し始める。劉秀と陰麗華は李通と鄧嬋を助けるため、宛城に急行。 鄧嬋は出産間近にもかかわらず、婚家から離縁されていた。麗華は鄧嬋と許臙脂を連れて新野に戻ろうとするが…。                    |                    |                    |          |
| 第9話 | よみがえった記憶   | 2021年10月19日放送 | 年 月 日 |
| 鄧嬋の願いをかなえるために危険を冒して故郷の新野に向かった陰麗華だったが、鄧嬋は途上で非業の死を遂げる。 麗華は悲憤のあまりに両親が亡くなった際の記憶を取り戻すと、襲撃してきた官兵をなで斬りに。くしくも、その場に居合わせたのが、かつて麗華の母親に師事していた劉玄だった。 麗華は劉玄と別れた後に行き倒れになったものの、劉秀の兄の劉仲に救われる。一方、劉縯は決起を前に舂陵の劉氏一族を集めたのだったが…。            |                    |                    |          |
| 第10話 | 牛乗り将軍         | 2021年10月20日放送 | 年 月 日 |
| 一族を説き伏せた劉縯は、自らを柱天都部と名乗り舂陵軍を決起させる。陰麗華に馬を譲った劉秀は牛に乗って初戦に挑む。 麗華の策もあり鮮やかな勝利を飾った舂陵軍は、兵力不足を補うため新市・平林軍と連合し次々と城を落としていく。 だが打倒新を目指す舂陵軍と違い、新市・平林軍は地盤を広げることを目的としていた。そんな中、張卬が劉家の縁者宅で強奪を働いてしまう。そして止めに入った麗華や劉秀と小競り合いになり…。            |                    |                    |          |
| 第11話 | かみ合わぬ歯車     | 2021年10月21日放送 | 年 月 日 |
| 陰麗華は強奪を働いた張卬が処罰を免れたことに憤る。だが劉縯たち豪族出身とは違い、新市・平林の兵は大半が飢民や流賊だったため、掟で取り締まるのは困難だった。 麗華に恨みを抱く張卬は、棘陽より先に陰家のある新野を攻めるよう提案。新野は豪族が多く、存分に略奪できると踏んだのだった。 それを察した劉縯たちがひと足先に到着すると、新野の県宰が自ら迎え出て投降を申し出る。棘陽も戦わずして入城できたのだが…。                |                    |                    |          |
| 第12話 | 新たな天子         | 2021年10月22日放送 | 年 月 日 |
| 戦乱の中で、劉縯の妻や、劉元とその娘たち、劉夫人が命を落とす。自分の油断から大勢の仲間や家族を失った劉縯は悲しみに沈む。劉縯の軍に、鄧晨や鄧奉・李通が合流する。 一同は仲間と家族の敵を討つべく、甄阜との決戦に臨み、大勝利を得た。一方の王莽は新軍の大敗に動揺する。甄阜に大勝した漢軍では、新たな問題が起きる。 王匡が率いる元緑林軍の武将たちが中心となり、天子の擁立を画策したのだ。彼らが選んだ天子とは…。            |                    |                    |          |
| 第13話 | 分断された舂陵軍   | 2021年10月25日放送 | 年 月 日 |
| 無能の輩を演じ続け、まんまと天子の座を手に入れた劉玄は更始帝として即位すると、早速、劉縯率いる舂陵軍の切り崩しにかかる。 まずは妻子の世話を口実に陰麗華を劉縯から引き離し、続いて劉縯に宛攻撃の指揮を任せ、劉秀を王鳳の旗下に配置。 宛攻略に手こずる劉縯に対し、劉秀は食糧を送り支援、また父城では敵将の馮異を見事に生け捕った。一方、麗華は新軍42万が宛の救援に向かったと知り、劉玄に至急報告したのだが…。                |                    |                    |          |
| 第14話 | 命懸けの突破       | 2021年10月26日放送 | 年 月 日 |
| 援軍要請を断られた陰麗華は、劉玄の制止をふりほどき昆陽へ向かうが、昆陽の王鳳や張卬は完全に戦意を喪失していた。 そこで劉秀は新軍の包囲を突破して援軍を求めるという決死の策を申し出る。劉秀と彼に同調した麗華や仲間たちは、新が宿営の準備を進める隙を突いて包囲を突破、無事、定陵に到着する。 だが定陵の兵力も多くを見込めない現状に、劉秀は麗華を守るため、兵を集めるという名目で彼女を新野へと戻すのだったが…。            |                    |                    |          |
| 第15話 | 名将の采配         | 2021年10月27日放送 | 年 月 日 |
| 定陵で援軍を調達した劉秀は、再び堅固な包囲を突破し、昆陽へ戻らねばならなかった。だが敵勢42万に対し劉秀たちはわずか5千、まともに斬り込めば敗北は明らかだった。 そこで劉秀は離間の計を用いて敵軍の指揮官たちを仲たがいさせた上、敵兵をかく乱することにより帰還に成功する。一方、新野へ向かっていた陰麗華は劉秀にだまされたことに気づき、昆陽へ引き返す。 そして両親の敵である王尋を殺害するため、敵陣へと乗り込む。          |                    |                    |          |
| 第16話 | 昆陽の戦い         | 2021年10月28日放送 | 年 月 日 |
| 陰麗華は舞姫に仮装して王尋を暗殺しようと画策する。王尋が宴を楽しんでいる頃、劉秀たちは水路から新軍の陣営に接近しつつあった。 劉秀の考えた奇襲攻撃は大成功を収め、わずか2万の漢軍は42万の新軍に完勝、再会を果たした劉秀と麗華、馮異と丁柔は二度と離れないことを誓った。 一方、大きな軍功を立てた劉縯や劉秀を、王匡や張卬は疎ましく思う。軍中の緊張した空気を感じ取った陰識は、弟妹たちに注意を促すのだった。                |                    |                    |          |
| 第17話 | 仕組まれた祝宴     | 2021年10月29日放送 | 年 月 日 |
| 劉秀は家族の敵、岑彭を討とうとするが、岑彭の書いた「武」が一画多いことに気づく。その一画に戦を「止める」意味が込められていると知った劉秀は、岑彭の髪を斬ることで復讐の念を断った。 一方、劉玄は朱鮪に教唆されて劉縯抹殺を決意、「鴻門の会」にならった宴では殺害決行を促す「玉玦」が捧げられたが、麗華の機転により事なきを得る。 間もなく劉秀は父城へ発つも、再び兄に魔の手が迫るのではと不安を募らせていた。               |                    |                    |          |
| 第18話 | 巨星、堕つ         | 2021年11月1日放送  | 年 月 日 |
| 劉稷は官爵を与えられず劉玄に対する不満を募らせる一方だった。朱鮪と李軼はそんな劉稷を利用して劉縯を亡き者にするべく劉玄に献策する。 そんな折、陰麗華は韓姫に呼ばれて些事を命じられるが、時を同じくして、“抗威将軍”という屈辱的な職位を与えられた劉稷は、劉玄に対し暴言を吐いたことで反逆と見なされ連行されてしまう。 劉稷が捕らわれたと知った劉縯は、罠とも知らず嘆願のため劉玄に謁見を求めるのだったが…。                  |                    |                    |          |
| 第19話 | 孤立無援の将軍     | 2021年11月2日放送  | 年 月 日 |
| 劉縯の敵を討とうとしない劉秀は、舂陵の仲間から反感を買う。劉玄や朱鮪は、劉秀が従順なふりをしていると疑い、本心を探るために監視をつけたり挑発したりするが、なかなか尻尾をつかめずにいた。 一方、父城から駆け落ちしてきた馮異と丁柔が、劉秀を頼って宛にやってくる。馮異は、陰家と姻戚関係を結べば苦境を脱せると考え、劉秀に陰麗華を娶るよう勧める。 だが劉秀は麗華に危険が及ぶことを恐れ、馮異の提案を一蹴する。             |                    |                    |          |
| 第20話 | 妻を娶らば陰麗華   | 2021年11月3日放送  | 年 月 日 |
| 劉玄は陰麗華を後宮に入れようと画策する。それを知った陰識は、家族を守るため宛を離れることにした。同じ頃、劉玄の企みを知った馮異は、再び劉秀に麗華を娶るよう迫る。 ついに決意を固めた劉秀は、麗華に結婚を申し込みに行く。陰識は二人の結婚に猛反対するが、麗華は劉秀を受け入れる。婚儀の日、幸せいっぱいの麗華の目の前に、旅から戻った鄧禹が現れる。 鄧禹は最愛の女性が嫁ぐ姿を、ただ眺めるしかなかった。                     |                    |                    |          |
| 第21話 | 初夜の涙           | 2021年11月4日放送  | 年 月 日 |
| 劉縯亡き後の苦痛と屈辱に耐えてきた劉秀は、初夜、陰麗華と共に底知れぬ悲しみを分かち合う。二人の苦悩を知らない劉伯姫は喪に服さず結婚した劉秀を恨み、怒りを麗華にぶつける。 一方、陰興は奴婢の琥珀に求愛を拒まれて悩んでいたが、真心を打ち明けることで彼女の心を射止めた。また漢軍はついに新を滅亡させ、世は群雄割拠の時代へ突入。 劉玄は洛陽への遷都を決定し、麗華を人質に取って劉秀に宮殿の修繕を任せるのだった。           |                    |                    |          |
| 第22話 | 洛陽入城           | 2021年11月5日放送  | 年 月 日 |
| 陰麗華のもとを訪れた劉玄は、陰家と鄧家に自分を支えるよう要請する。一方の劉秀は、宮殿を修復しただけでなく治安も回復させたことで、その評判は洛陽に入城した劉玄の耳にも届いていた。 劉玄からこれ以上警戒されることを恐れた劉秀は、宣撫役として河北へ行く道を模索する。そんな折、宮殿に参内した麗華は、新しく皇帝の妃として召された趙姫にでくわす。 趙姫は、麗華が洛陽へ向かう道中に遭遇した名門の令嬢だった。                 |                    |                    |          |
| 第23話 | 夫婦の絆           | 2021年11月8日放送  | 年 月 日 |
| 趙姫の口添えのおかげで劉秀は、大司馬の代理として河北の宣撫役を命じられる。だが劉玄は劉秀が河北で勢力を結集し自立するのを防ぐために、馮異を内偵として同行させることに。 家族を人質に取られた馮異は、命令に従わざるを得なかった。危険な河北へ陰麗華を連れていけないと考えた劉秀は、麗華に実家へ帰るよう促すが、麗華は頑なに拒否する。 そんな折、劉伯姫は李軼から、劉縯の殺害は麗華と劉玄の画策だと聞かされ…。                |                    |                    |          |
| 第24話 | 好漢との再会       | 2021年11月9日放送  | 年 月 日 |
| 陰麗華は劉玄の策謀で宮中に軟禁されるが、趙姫の協力で宮中を抜け出すと、劉秀の軍に加わった。劉秀たちが邯鄲に到着して、太守の屋敷でもてなしを受けていたところ、耿純という男が現れる。 耿純は妻子を山賊に捕らわれたため、太守に助けを求めに来たのだ。劉秀たちは耿純の妻子を助けるべく、山賊討伐を計画する。 討伐に備えて募った兵の中には、呉漢という風格のある武人がいた。麗華は呉漢と山賊の関わりを疑うが…。                  |                    |                    |          |
| 第25話 | 大英雄から“逆賊”へ | 2021年11月10日放送 | 年 月 日 |
| 劉秀が呉漢たちの脱走を許したことで、一行は馬だけでなく兵も失ってしまう。一方で趙王の子の劉林は王位回復を狙って劉秀に献策をする。 赤眉軍撃滅のため黄河の堤防を切るという策だが、民の犠牲を全く顧みない劉林に対し劉秀は激怒。強行しようとする劉林を断固として阻む。 劉秀を深く恨んだ劉林は、「成帝の子、劉子輿」に成り済ました王郎と手を組むやいなや、劉秀捕殺の檄文を飛ばし、劉秀たちを窮地へと追い詰めていく。             |                    |                    |          |
| 第26話 | 厳寒の逃避行       | 2021年11月11日放送 | 年 月 日 |
| 王郎に帰順した劉接が劉秀の首を狙って宿泊所に乗り込んできたため、劉秀は劉接を殺害する。 官兵たちから追われることになった劉秀たち一行は、薊を出て西南へ向かうが、劉秀が乱闘の最中に深手を負い、厳寒の中、瀕死の状態で死の淵をさまよう。 何とか一命をとりとめた劉秀だったが、食糧もなく体調はなかなか回復しなかった。そこで馮異は、鼠の穴を掘って見つけたわずかばかりの豆で粥を作り、劉秀に供するのだった。                   |                    |                    |          |
| 第27話 | 決死の渡河         | 2021年11月12日放送 | 年 月 日 |
| 河北に来た鄧禹は、劉秀のために尽力することを誓う。劉秀一行は逃避行を続けるが、陰麗華は体調が優れずにいた。空腹に耐えかねた一行は、王郎の使者だと偽って饒陽を訪れる。 思う存分飲み食いした彼らは饒陽を脱出してさらに北を目指すが、滹沱河で追手に迫られ、麗華が落水してしまう。 その後、不思議な仙人の導きにより任光が守る信都に向かった劉秀たちは、ようやく足がかりとなる地を得て反撃を開始する。                           |                    |                    |          |
| 第28話 | 結盟の条件         | 2021年11月15日放送 | 年 月 日 |
| 募兵で数千人の兵を集めた劉秀はついに反撃を始める。河北を北上しながら各地を次々と攻略、兵も数万にまで増やし、まさに飛ぶ鳥を落とす勢いであった。 その動向を注視していたのが真定王劉揚と妹の過主である。天下を狙う劉揚は劉秀から結盟を申し込まれると、承諾する代わりに姪の過珊彤を娶るよう劉秀に求めた。 陰麗華を深く愛する劉秀は縁組を断固拒否するも、結盟がもたらす利を重く見た配下から受け入れるよう迫られ…。              |                    |                    |          |
| 第29話 | 望まぬ結婚         | 2021年11月16日放送 | 年 月 日 |
| 劉秀と過珊彤の結婚に反対していた陰麗華は、縁組による結盟の大切さを馮異に説かれ、自分から身を引く。そのため劉秀は悲痛な思いで過珊彤を娶り、劉揚と結盟する。 しかし劉揚は次なる戦地の邯鄲へは自分の兵を出さず、後援が必要な場合のみ派兵すると言い張るのだった。 一方、劉秀に憧れていた過珊彤は、劉秀のつれなさに戸惑いながらも、かいがいしく夫の世話を焼く。だが劉秀は麗華を想うたびに胸が締め付けられていた。               |                    |                    |          |
| 第30話 | 犠牲をいとわぬ覚悟 | 2021年12月17日放送 | 年 月 日 |
| 信都が落城して、任光や李忠たちの家族は王郎の人質になった。劉秀は配下の家族を救いたいと願いつつも、戦場を離れるわけにいかず苦悩する。 窮地に立たされた劉秀は劉揚に派兵を要請するが、芳しい返事は得られなかった。劉植は過珊彤を使者に立て、援助を取り付けようと画策する。 蔡少公の元で療養に励む陰麗華は、人質を助ける方法を探る。彼女は河北に住む陰家の間者を動かして、信都の人質を救出することにするが…。                  |                    |                    |          |
| 第31話 | さらわれた元戦士   | 2021年11月18日放送 | 年 月 日 |
| 劉秀は馬武を通じ、陰麗華が河北にとどまり信都の人質救出に一肌脱いでくれたことを知り、深い感動を覚える。救援の結果、陰家の間者の大多数が犠牲になったため、麗華は己を責めずにはいられなかった。 そして彼らの英霊を弔っていた時、劉玄の陰謀で長安へと連れ去られ、軟禁されてしまう。 一方、劉玄が麗華を寝殿にかくまっていることに気づいた韓姫は嫉妬の炎を燃やし、趙姫と麗華が反目するよう離間策を講じたのだったが…。            |                    |                    |          |
| 第32話 | 面従腹背           | 2021年11月19日放送 | 年 月 日 |
| 陰麗華は朱鮪の屋敷に監禁されている丁柔を入宮させ、再会を果たす。陰興と鄧奉は、麗華を救出しようと宮中に忍び込むが、麗華は自分が逃走すれば、劉秀の家族に類が及ぶと考え、しばらく宮中に留まることにする。 一方、劉秀は鉅鹿が10日経っても落城しないため、精鋭を率いて邯鄲を奇襲する。 驚いた王郎は慌てて逃亡を図るが、そこへ乗り込んできた王覇に殺害される。この勝利を喜んだ劉玄は、劉秀を長安へ召還するのだが…。              |                    |                    |          |
| 第33話 | 後宮の噂           | 2021年11月22日放送 | 年 月 日 |
| 蕭王に封じられた劉秀は、劉玄の勅命に背いて河北に留まり続けた。また劉玄が河北に送り込んだ武将たちを殺すと、兵馬を集めて、さらに勢力を拡大する。 劉玄は、いよいよ劉秀を制御できなくなり、恐怖を感じるのだった。宮中では韓姫が張卬と結託して、趙姫や陰麗華を排除しようと画策する。 劉玄は趙姫と麗華を守るため、韓姫の息子である劉鯉を麗華に預けた。激怒した韓姫は劉伯姫を利用して、麗華を追い込もうと企む。                   |                    |                    |          |
| 第34話 | 絶体絶命           | 2021年11月23日放送 | 年 月 日 |
| 過珊彤は手作りの外套で劉秀の帰還を祝福したが、相変わらず冷淡にされる。夫に冷遇されるのは陰麗華のせいだと確信した過珊彤は、軟禁中の麗華の挙動をつぶさに調べるよう兄に求めた。 一方、農民軍の銅馬を破り、全軍を降伏させた劉秀は一気に数十万の兵を握り、「銅馬帝」の称号まで得る。その存在を容認できなくなった劉玄は謝躬に対し劉秀殺害を命令。 謝躬に謀られた劉秀は伏兵の猛攻に遭い、絶体絶命の危機に直面するのだが…。        |                    |                    |          |
| 第35話 | 戦火の都           | 2021年11月24日放送 | 年 月 日 |
| 赤眉軍は猛攻を続ける劉秀の軍から退避するため、長安付近まで迫っていた。また劉玄を見限った張卬がついに謀反を起こし、長楽宮を奇襲する。 劉玄は王匡に反撃させようとするが、元緑林軍と対立する趙萌が王匡の腹心を殺害したため、王匡は張卬に加勢、共に赤眉軍に降る。 更始政権がもはや崩壊寸前となったことを受け、馮異は劉秀に皇帝即位を勧めたが、劉秀は人質となっている陰麗華の身を案じ、馮異の進言を聞き入れなかった。           |                    |                    |          |
| 第36話 | 建武帝誕生         | 2021年11月25日放送 | 年 月 日 |
| 陰麗華は赤伏府を河北にいる劉秀に届けた。こうして西暦25年、ついに建武帝が即位する。その後まもなく、劉秀に初めての息子が誕生した。 だが長安に取り残された麗華を心配する劉秀は、息子の誕生を心からは喜べない。長安の朝廷は、赤眉軍と戦うか投降するかで真っ二つに割れていた。 劉玄は、徹底抗戦を主張するが、臣下に見捨てられてしまう。ついに長安は落城し、劉玄たちは宮殿を逃げ出すが赤眉軍に見つかってしまい…。                |                    |                    |          |
| 第37話 | 二人の貴人         | 2021年11月26日放送 | 年 月 日 |
| 長安を脱出した陰麗華は久しぶりに故郷に戻り、家族との再会を喜んだ。馮異は洛陽を攻めるが、戦上手の朱鮪を相手に苦戦していた。劉秀は岑彭を遣わして、朱鮪に降伏を説くことにする。 劉秀は天下太平のために、劉縯を殺した朱鮪を許したのだ。洛陽に入城した劉秀は、さっそく麗華を呼び戻そうと考える。親族たちに説得された麗華は、ついに重い腰を上げた。 だが洛陽に着いた麗華を待っていたのは、屈辱的な待遇だった。                   |                    |                    |          |
| 第38話 | “良妻”の決意       | 2021年11月29日放送 | 年 月 日 |
| 過珊彤は入宮した陰麗華を「お姉様」と敬い歓迎したが、内心では劉秀に寵愛される麗華を深く恨んでいた。そして母親の過主に教唆されると、皇后の座と劉秀の心、どちらも奪おうと決意を固める。 伯父の劉揚は早速、立后を上奏するも、劉秀に一蹴されたばかりか、続く論功行賞では全く恩賞にあずかれなかったため、激高して帰郷、謀反まで画策する。 劉秀は劉揚をなだめるべく耿純を使者に立てたところ、耿純は思わぬ行動に出てしまい…。      |                    |                    |          |
| 第39話 | 侍女の企み         | 2021年11月30日放送 | 年 月 日 |
| 大黒柱の劉揚を殺された過家は、噂を流して耿純を左遷に追い込む。また過康が身請けした許臙脂を利用して陰麗華を皇宮から追い出そうと画策する。 小長安で置き去りにされた許臙脂は、麗華を深く恨んでいた。過家の後ろ盾を得た許臙脂は偶然を装って麗華と再会し、侍女として宮中に迎えられる。 そして麗華の外出中に訪ねてきた劉秀を薬で眠らせ、外出先から戻ってきた麗華に、劉秀と情を通じてしまったと泣きながら許しを請う。             |                    |                    |          |
| 第40話 | 功臣 謀反を起こす  | 2021年12月1日放送  | 年 月 日 |
| 後宮を飛びだした陰麗華は、育陽にいる鄧奉の元に身を寄せた。同じ頃、劉秀は各地で相次ぐ反乱に頭を悩ませていた。その一つである董訢を成敗するため、劉秀は呉漢を南陽に遣わす。 だが呉漢が配下に略奪を許したため、南陽は焦土と化した。故郷を荒らされた上、許婚まで殺された鄧奉は憤り、衝動的に蜂起してしまう。 こうして鄧奉は逆賊となった。宮中では許臙脂の懐妊が発覚する。だが許臙脂が宿した子には、ある秘密があって…。          |                    |                    |          |
| 第41話 | 義と真心           | 2021年12月2日放送  | 年 月 日 |
| 陰麗華は鄧奉の陣営を離れて新野に戻る。兵権を返上した鄧禹も新野に戻り、二人は久々に語り合うのだった。降伏を拒む鄧奉に業を煮やした劉秀は、南陽に親征する。 鄧奉が降伏すると、漢軍内では、その処分を巡って議論が起きた。河北の将領は鄧奉の処刑を強固に主張するが、麗華や鄧晨たちは何とか鄧奉を助けようとする。 だが鄧奉は自ら命を絶ち、戦乱の責任を取った。弟も同然だった鄧奉を失い、麗華は失意に暮れる。                     |                    |                    |          |
| 第42話 | つづられた想い     | 2021年12月3日放送  | 年 月 日 |
| 劉秀は陰麗華と和解したのち、征西の失敗を恥じて隠居中だった鄧禹の元を訪れた。劉秀の説得は功を奏し、鄧禹は朝廷への復帰を決意する。 一方、宮中に戻った麗華は「陛下の子を宿した」許臙脂と対面、自分の侍女が妃に封じられ、身を切られるような思いだったが、劉秀が麗華のためにつづった書の山を見て、夫婦の愛を改めてかみしめた。 だが麗華は寵愛を一身に受けるがゆえに過家の怒りと嫉妬を招き、様々な陰謀に巻き込まれていく。       |                    |                    |          |
| 第43話 | 増幅する妬み       | 2021年12月6日放送  | 年 月 日 |
| 過家の陰謀により次々と騒動が起こることにたまりかねた劉秀は、陰麗華を連れて蔡陽へ帰郷し、出征や使節を接待する際にも麗華を同伴させる。 麗華ばかりが厚遇される状況に業を煮やした過家は、勢力をそいで麗華を抑え込もうと画策し、馮異が長安で権勢を振るい、謀反を企てているという噂を流す。 劉秀からこの知らせを受けた馮異は、自分が都に戻って潔白を証明するしかないと考え、丁柔や妻子を先に帰京させるのだったが…。              |                    |                    |          |
| 第44話 | つかの間の平和     | 2021年12月7日放送  | 年 月 日 |
| 劉秀は臣下の前で馮異の忠義心を褒めて、馮異への疑惑を晴らした。7年がかりで中原を統一した劉秀は、しばらく戦をやめて国力の増強に励むことにする。 同じ頃、劉秀の同窓である厳子陵が都に戻ってくる。劉秀と陰麗華は厳子陵に出仕を勧めるが、自由を愛する厳子陵は、頑として出仕を承諾しない。 河北の将領は、戦の中止により功を立てる機会を失い焦っていた。彼らは戦わざるをえない状況を作るため、隗囂の息子を殺してしまう。          |                    |                    |          |
| 第46話 | 天子の弔辞         | 2021年12月9日放送  | 年 月 日 |
| 陰麗華は家族が惨殺されたことを知り、怒りと悲しみにもだえ苦しむ。心を痛めた劉秀は陰家の者に爵位を授けたが、陰興は頑なに辞退。 それを知った麗華は憤るも、陰興から忍耐なくして借りは返せないと諫められ、冷静さを取り戻す。また、劉秀は馮異など知己を失いつつ、ようやく宿敵の公孫述を討ち、天下統一を果たした。 一方、皇太子の劉彊が過家の言いなりであることに不安を覚えた劉秀は、劉陽を世継ぎにと考え始めるのだが…。          |                    |                    |          |
| 第47話 | 頭角を現す皇子     | 2021年12月10日放送 | 年 月 日 |
| 劉秀は国家財政の基盤を固めるため、全国の耕地と戸口の調査を命じる。だが調査に不満を抱く高官らは反発し、地方官も豪族の不興を買うのを恐れて不正申告をするなど問題が多発する。 頭を悩ませた劉秀は心労がたたって病に倒れ、療養のために陰麗華を伴い蔡陽へ帰郷する。 またもや皇后が冷遇されたことに焦った過主は、劉陽を殺して劉秀に打撃を与え、劉彊の即位を早めるよう過康に指示。だが劉彊がこの話を盗み聞きしており…。            |                    |                    |          |
| 第48話 | 廃后               | 2021年12月13日放送 | 年 月 日 |
| 劉秀と陰麗華の息子である劉衡が突然死んだため、その死に不審を感じた陰興は、琥珀を使い真相を調べようとする。だが琥珀は調査の途中で殺されてしまった。 結婚直前に琥珀を失った陰興は深い悲しみに暮れ、麗華は家族を次々と犠牲にしたと自分を責めるのだった。 過家の度重なる暴挙に、ついに堪忍袋の緒が切れた劉秀は、明白な証拠がないまま過珊彤の廃后を決意する。納得のいかない過珊彤は劉秀に詰め寄るが…。                          |                    |                    |          |
| 第49話 | 賢后 陰麗華        | 2021年12月14日放送 | 年 月 日 |
| 后位を失った過珊彤は、劉衡の死の真相を知った劉彊からも突き放され、悲しみに打ちひしがれる。一方、陰麗華はついに皇后となり、劉秀は感無量であった。 また陰興は琥珀殺害の黒幕が過康だと知るが、過家を追い詰めれば麗華に害が及ぶと考え、告発を見合わせた。陰興からの報復を恐れた過康は、帝位簒奪を狙って新たな陰謀を企てる。 劉強は手段を選ばない過家に憤りつつ、母親の過珊彤を気遣い、誕生日祝いの望みを過珊彤に尋ねると…。    |                    |                    |          |
| 第50話 | 天下太平の世       | 2021年12月15日放送 | 年 月 日 |
| 母親が廃后となったことを受け、劉彊が皇太子の座を辞したいと申し出たため、劉秀は劉陽を劉荘と改名させ、皇太子に立てる。陰麗華は過珊彤が病床にいると知り、過珊彤の娘を連れて見舞いに行く。 もはや生きる気力をなくしていた過珊彤だったが、自分をいたわる麗華に感激し、ついに心の鎧を外す。劉秀も病となるが麗華を残して先立てないと奮起し、健康を取り戻す。 そんな折、毒に侵され陰家に戻っていた陰興が危篤となり…。              |                    |                    |          |